# Antarchaea punctilinea
Antarchaea punctilinea là một loài bướm đêm trong họ Noctuidae.